# جشن خدایان
جشن خدایان یا ضیافت خدایان، نام موضوعی در تاریخ هنر است که در آن گروهی از خدایان یونانی-رومی، در جشن ازدواج پلئوس و ثتیس در کنار هم و بر سر سُفره‌ای به‌تصویر کشیده‌شده‌اند. در این ضیافت بود که اریس «سیب نفاق» را به میان آورد که زمینه‌ساز جنگ تروآ شد.
نقاشان برجسته‌ای در دورهٔ رنسانس ایتالیا و سپس در کشورهای سفلی آثاری در سبک مَنِریسم با این مضمون خلق کرده‌اند. پرداختن به اسطوره‌شناسی یونان بین بسیاری از نقاشان به دلیل امکان نشان‌دادن گستردهٔ برهنگی دارای محبوبیت بود.

## نگارخانه

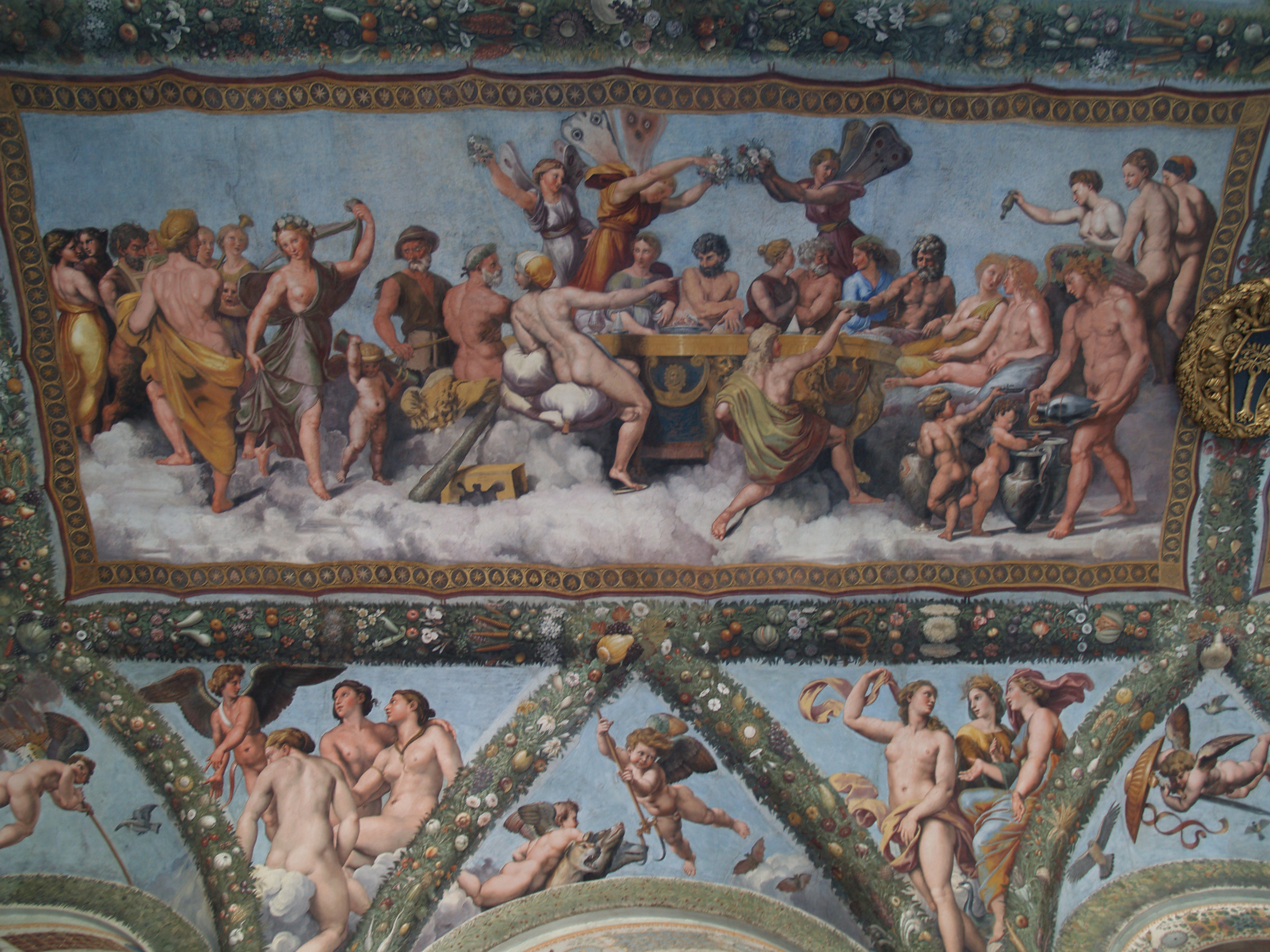
جشن خدایان ۱۵۰۷ م. اثر رافائل فرسکو در ویلا فارنسینا (en)
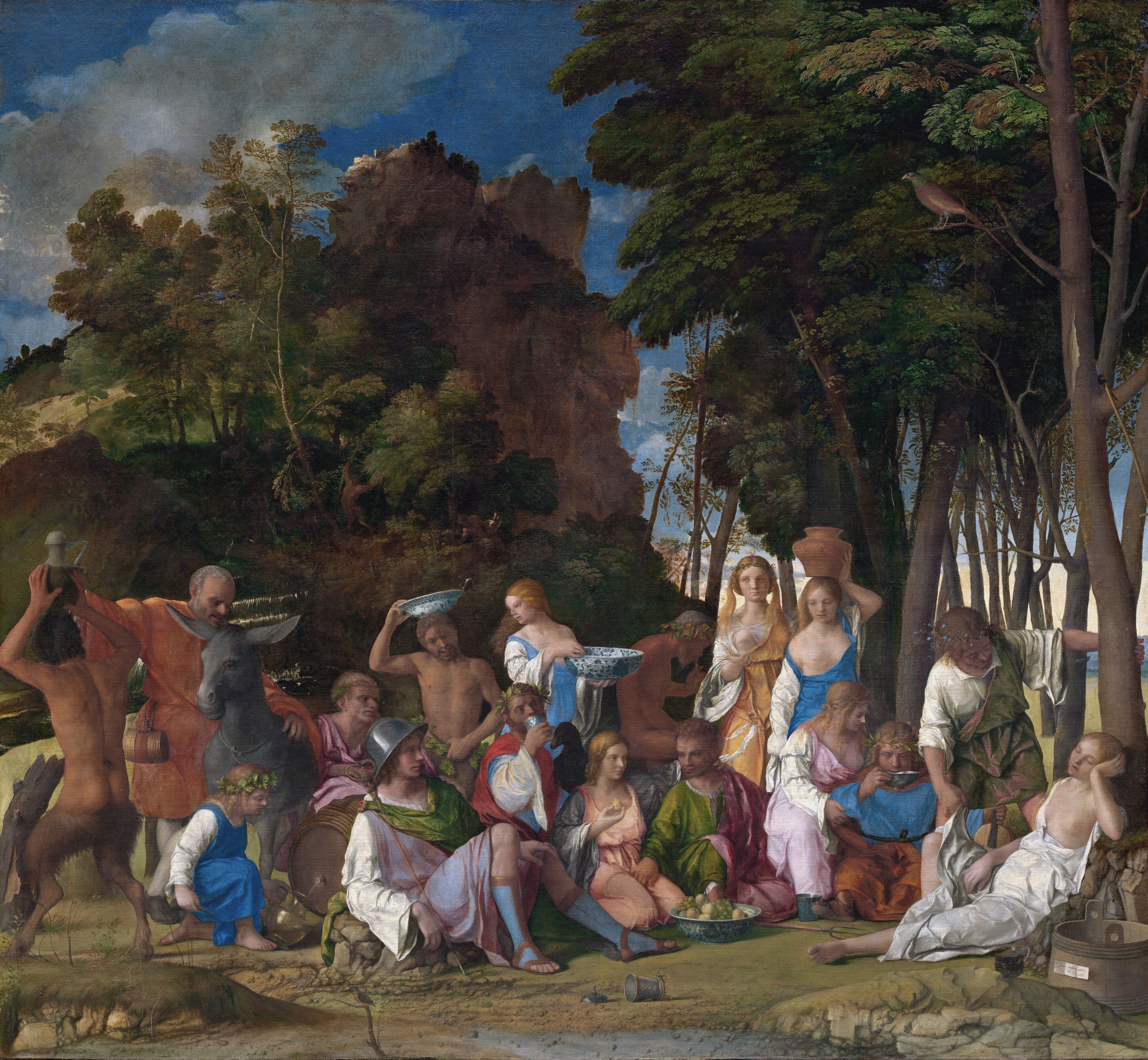
ضیافت خدایان ۱۵۱۴ م. اثر جووانی بلینی (اضافات تیسین در سال ۱۵۲۹ م.) نگارخانهٔ ملی هنر آمریکا
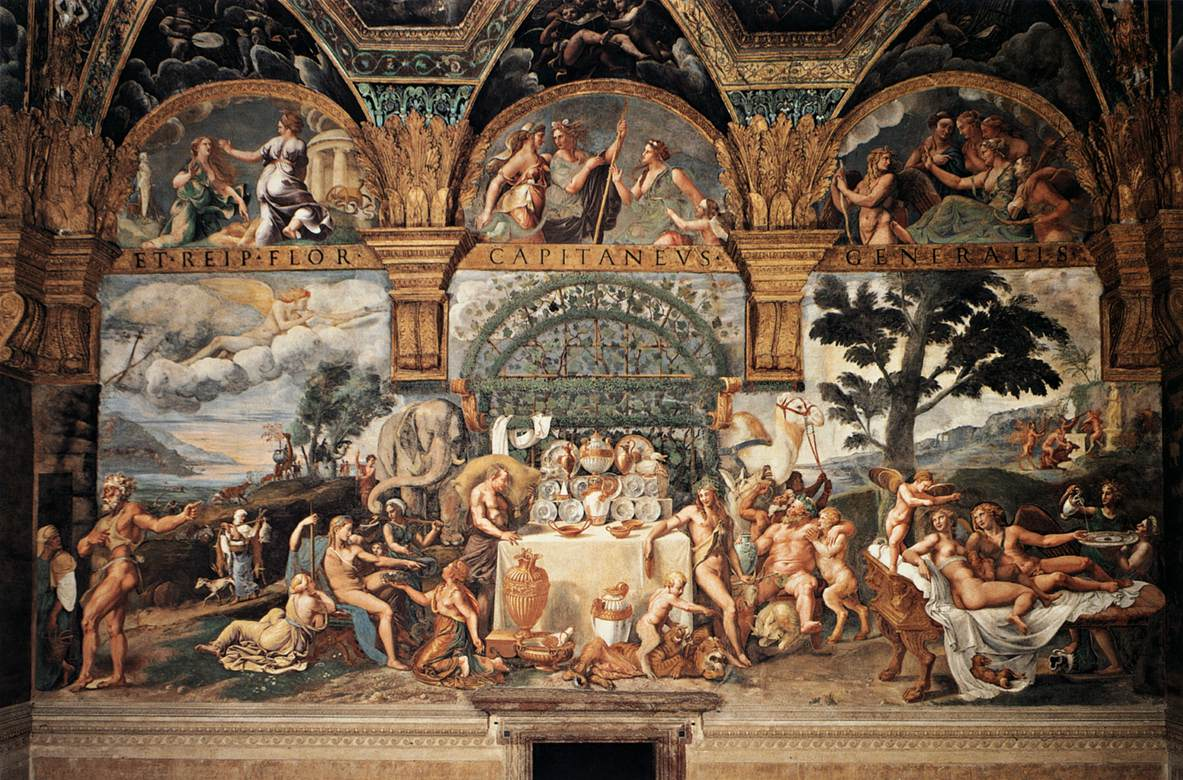
ضیافت خدایان بین ۱۵۳۲ و ۱۵۳۵ م. اثر جولیو رومانو فرسکو در پالازو دل ته (en)
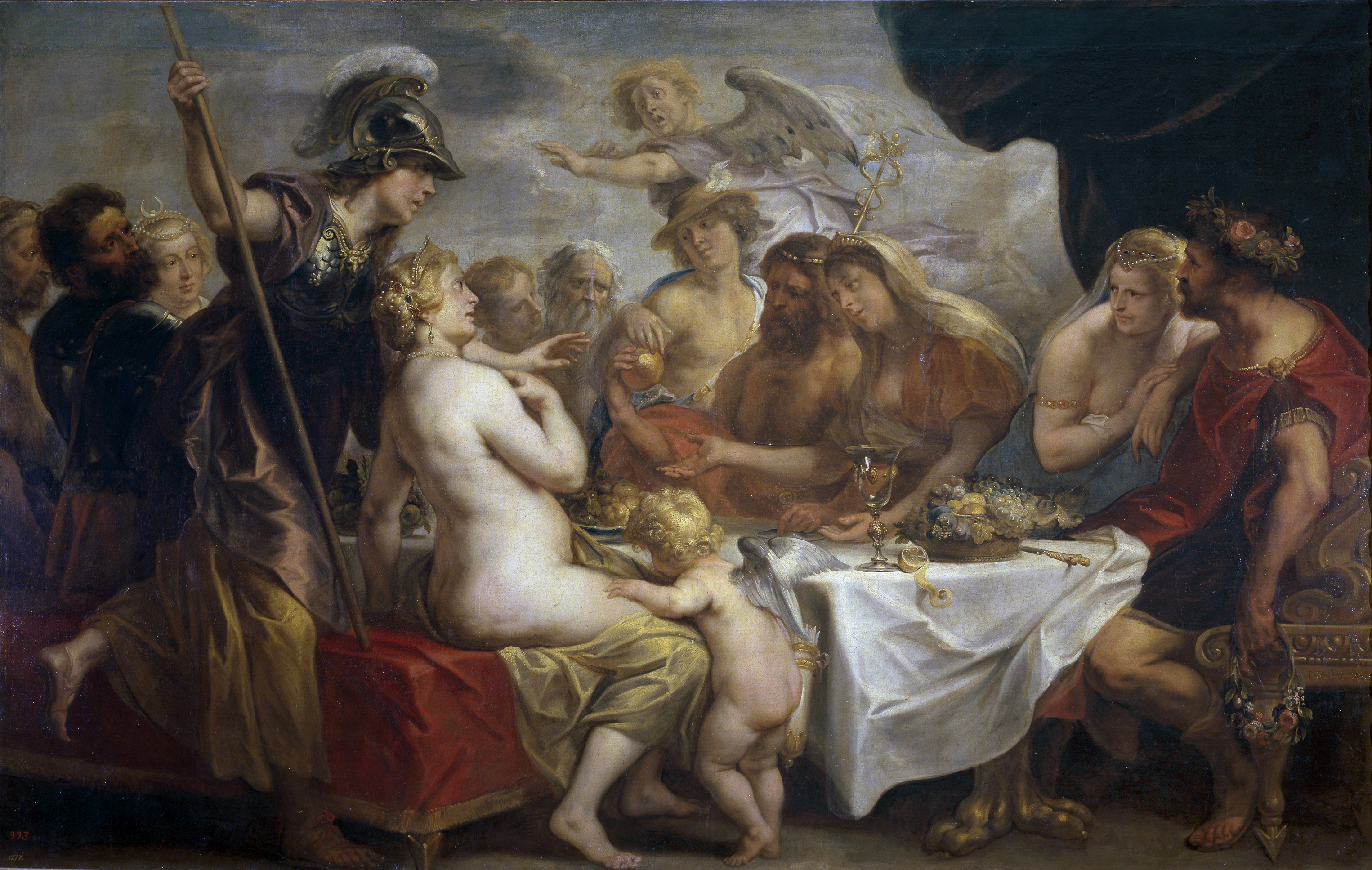
سیب اختلاف ۱۶۳۳ م. اثر جیکوب جوردینز موزه دل پرادو
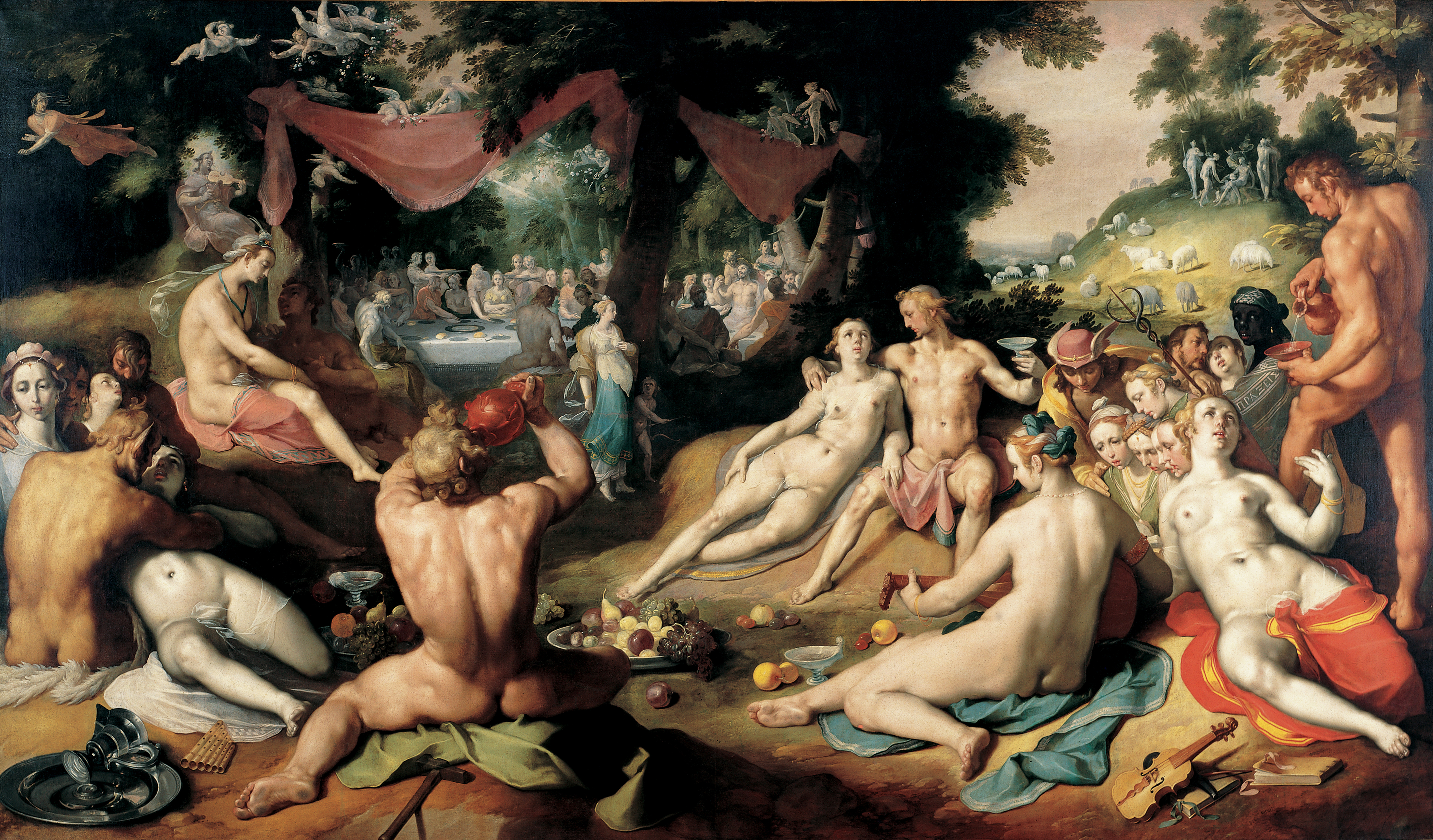
ازدواج پلئوس و ثتیس ۱۶۳۳ م. اثر کورنلیس فان هارلم موزه فرانس هالز

- ضیافت خدایان
۱۵۱۴ م.
اثر جووانی بلینی
(اضافات تیسین در سال ۱۵۲۹ م.)
نگارخانهٔ ملی هنر آمریکا
- ضیافت خدایان
بین ۱۵۳۲ و ۱۵۳۵ م.
اثر جولیو رومانو
فرسکو در پالازو دل ته (en)
- سیب اختلاف
۱۶۳۳ م.
اثر جیکوب جوردینز
موزه دل پرادو
- ازدواج پلئوس و ثتیس
۱۶۳۳ م.
اثر کورنلیس فان هارلم
موزه فرانس هالز

## یادکرد
1. ↑  Bull, 342–343; Woolett, 60